# Маріо Гезоня
Маріо Гезоня (хорв. Mario Hezonja, нар. 25 лютого 1995, Дубровник) — хорватський професіональний баскетболіст, легкий форвард іспанської команди «Реал Мадрид». Гравець національної збірної Хорватії, у складі якої був учасником Олімпійських ігор.

## Ігрова кар'єра
Професійну кар'єру розпочав 2012 року в Іспанії виступами за «Барселону», в якій провів три сезони.
У 2015 році обраний у першому раунді драфту НБА під загальним 5-м номером командою «Орландо Меджик».
Кар'єру в НБА розпочав 2015 року виступами за тих же «Орландо Меджик», захищав кольори команди з Орландо протягом наступних трьох сезонів. Був здебільшого гравцем ротації команди, так й не зумівши стати важливою фігурою у її складі. Тож 31 жовтня 2017 року «Меджик» оголосили, що не скористаються опцією продовження контракту хорвата на четвертий рік. Вже після цього оголошення Гезоня провів свою найуспішнішу гру у складі команди з Орландо, відзначившись у програному з рахунком 110:114 матчі проти «Детройт Пістонс» 28 набраними очками, шістьма підбираннями і двома результативними передачами, влучивши при цьому 8 триочкових кидків з 12 спроб.
6 липня 2018 року став гравцем «Нью-Йорк Нікс», де також отримав місце у ротації складу.

## Статистика виступів

### Регулярний сезон
| Сезон             | Команда           | GP  | GS | MPG  | FG%  | 3P%  | FT%  | RPG | APG | SPG | BPG | PPG |
| ----------------- | ----------------- | --- | -- | ---- | ---- | ---- | ---- | --- | --- | --- | --- | --- |
| 2015–16           | «Орландо Меджик»  | 79  | 9  | 17.9 | .433 | .349 | .907 | 2.2 | 1.4 | .5  | .2  | 6.1 |
| 2016–17           | «Орландо Меджик»  | 65  | 2  | 14.8 | .355 | .299 | .800 | 2.2 | 1.0 | .5  | .2  | 4.9 |
| 2017–18           | «Орландо Меджик»  | 75  | 30 | 22.1 | .442 | .337 | .819 | 3.7 | 1.4 | 1.1 | .4  | 9.6 |
| 2018–19           | «Нью-Йорк Нікс»   | 58  | 24 | 20.8 | .412 | .276 | .763 | 4.1 | 1.5 | 1.0 | .1  | 8.8 |
| Усього за кар'єру | Усього за кар'єру | 277 | 65 | 18.9 | .417 | .321 | .811 | 3.0 | 1.3 | .7  | .3  | 7.3 |